# Karl August Wilhelm von Gemmingen
Karl August Wilhelm von Gemmingen (* 6. August 1740; † 23. Dezember 1799) war baden-durlachscher Offizier, später hohenlohe-bartensteinischer Oberjägermeister sowie Grundherr in Maienfels. 

## Leben
Er war der Sohn des Karl Wilhelm von Gemmingen (1701–1763) und der Ernestine Friederike von Pretlack. Er erbte Maienfels. 1762 war er baden-durlachscher Offizier und Kammerjunker, später wechselte er als Oberjägermeister in hohenlohe-bartensteinische Dienste. Nach dem Tod seiner Frau zog er sich auf seine Burg in Maienfels zurück. In deren Nähe ließ er zwischen Kreuzle und Happbühl eine Waldanlage einrichten und dort einen Stein aufstellen mit der Inschrift Per preces studium et laborem nihil impossibile est homini sapienti. 1789. Er starb 1799 an Wassersucht.

## Familie
Er gehört dem Zweig Maienfels-Widdern innerhalb des 1. Astes (Bürg) in der III. Linie (Neckarzimmern/Bürg) der Freiherren von Gemmingen an. Er war ab 1764 verheiratet mit Auguste Charlotte von Gemmingen (1737–1789), der Tochter von Casimir von Gemmingen (1697–1769) aus dem Zweig Bürg-Presteneck innerhalb desselben Familienastes. Das Paar hinterließ nur die Tochter Karoline Luise, wodurch der Unterzweig Maienfels der Familie im Mannesstamm ausstarb. Der Besitz an Maienfels fiel nach Karl August Wilhelms Tod an die Verwandten in Widdern. 
Der Familienzweig in Widdern ergriff auch Besitz vom Dottenheimer Lehen im Schüpfergrund, das sich seit der Hochzeit von Hans Albrecht von Gemmingen im Jahr 1646 im Besitz der Familie befunden hatte. Karl August Wilhelms Tochter Karoline Luise, die mit Eugen von Stetten († 1829) verheiratet war, machte jedoch vor Gericht ihren Erbanspruch geltend und bekam das Lehen 1816 vom badischen Lehenshof zugewiesen.